# Distrito de East Garo Hills
East Garo Hills es un distrito del Estado de Megalaya, en la India. Según el censo de 2011, tiene una población total de 145 798 habitantes.
Comprende una superficie de 1517 km².
El centro administrativo es la ciudad de Williamnagar.